# Independiente del Valle Femenino
Las Dragonas IDV son la sección femenina del Club de Alto Rendimiento Especializado Independiente del Valle, mayormente conocido como Independiente del Valle que es un club deportivo ecuatoriano originario de la ciudad de Sangolquí, fundado el 1 de marzo de 1958. El club actualmente compite en la Súperliga Femenina de Ecuador.